# Litaneutria skinneri
Litaneutria skinneri es una especie de mantis de la familia Mantidae.

## Distribución geográfica
Se encuentra en Arizona, Nuevo México y Texas (Estados Unidos).